# 黄褐禄亚贝
黄褐禄亚贝（学名：Luria isabella），又名雨丝宝螺（Cypraea isabella），为宝贝科禄亚贝属的动物。

## 分佈
分佈範圍北起日本，南至澳大利亚，东自夏威夷、土阿莫土群岛，西至东非沿岸。多见于潮间带低潮线附近或稍深的珊瑚礁间，常栖息在珊瑚礁浅摊、低潮线。该物种的模式产地在印度尼西亚安汶。